# Macrothele abrupta
Macrothele abrupta là một loài nhện trong họ Hexathelidae. Loài này phân bố ở Congo.